# Scheppau (Königslutter am Elm)
Scheppau ist ein Ortsteil der Stadt Königslutter am Elm im Landkreis Helmstedt und hat derzeit ca. 208 Einwohner.

## Geografie

### Lage
Scheppau liegt unmittelbar nördlich des Riesebergs. Von Südwesten nach Nordosten durchfließt die gleichnamige Scheppau den Ort. Scheppau gehört zur sogenannten Rundlings-Insel um den Rieseberg, noch Mitte des 18. Jahrhunderts war die Struktur des Rundlings sehr gut zu erkennen. Nahe dem Ort liegt auf einer Anhöhe die Windmühle Gerhardt.

## Wirtschaft und Infrastruktur

### Öffentliche Einrichtungen
Scheppau verfügt über eine Freiwillige Feuerwehr. 
In Scheppau befindet sich darüber hinaus die 1977 gegründete Jugendfreizeit- und Familienbildungsstätte des Landkreises Helmstedt, die von der Kreisvolkshochschule Helmstedt geführt wird.

### Infrastruktur
Ca. zwei Kilometer nordwestlich von verläuft die Bundesautobahn 39, dort befindet sich an der L633 eine Anschlussstelle, die nach dem Dorf benannt ist. Der Ort verfügt über drei Bushaltestellen und somit eine Anbindung an den ÖPNV.

## Religion

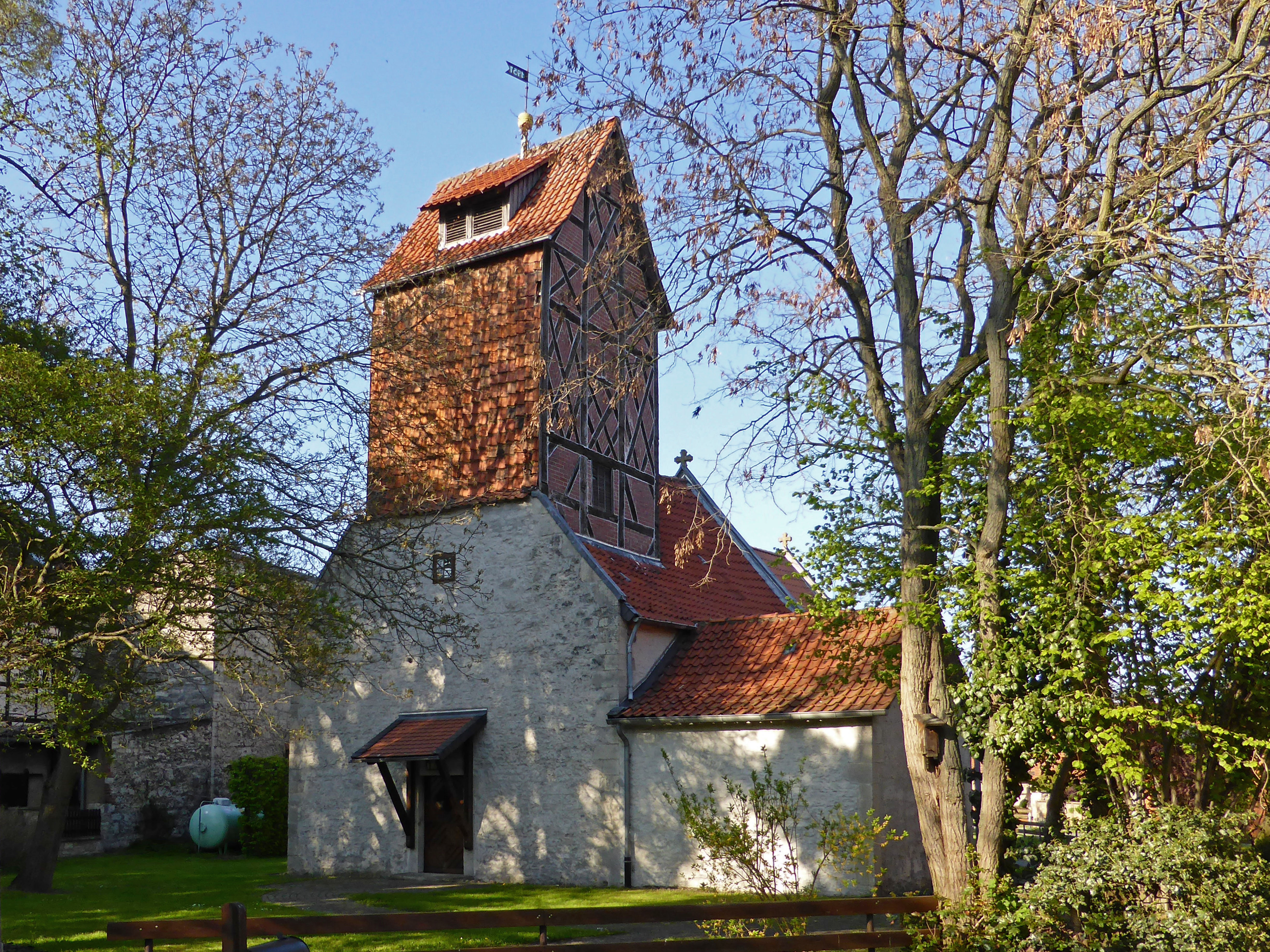
Kirche

Die evangelisch-lutherische St. Nikolaikirche befindet sich im westlichen Bereich des Ortes. Es handelt sich um eine kleine Kirche mit Fachwerkturm, sie gehört zur Propstei Königslutter der Evangelisch-lutherischen Landeskirche in Braunschweig.